# Simone Guicciardini
Simone Guicciardini (Firenze, fine del XIII secolo – prima metà del XIV secolo) è stato un politico italiano, tra i primi della famiglia fiorentina dei Guicciardini.
Dopo essere stato priore delle Arti nel 1302 divenne il primo Gonfaloniere di Giustizia della famiglia lo stesso anno. Fu di nuovo priore nel 1305. Si sposò con una certa Dea ed ebbe quattro figli:
1. Giovanni, gonfaloniere di compagnia nel 1334
2. Luca, gonfaloniere di giustizia nel 1348 e priore delle Arti nel 1353
3. Stoldo
4. Tuccio, Gonfaloniere di compagnia nel 1333